# 秋田港
秋田港（あきたこう）は、秋田県秋田市の西部に位置する港湾。港湾管理者は秋田県。港湾法による重要港湾に指定されている。港則法・関税法上は船川港と合わせた秋田船川港として特定港・開港に指定されている。コンテナターミナルも整備されている。秋田火力発電所も隣接地に立地している。
旧雄物川（秋田運河）の河口、北前船の寄港地ともなった土崎に立地し、古くから交通の要所として栄えた。1941年（昭和16年）までは土崎港と称した。かつては八橋油田で採掘された石油の製油所が建ち並んでいたため、土崎空襲の標的ともなった。環日本海地区の港湾としては最大規模で、近年とくに開発が進んでいる。ウラジオストクや中国の各都市と定期便が就航している。

## 沿革
- 1885年（明治18年） - 古市波止場が完成する。設計者である内務省土木技師の古市公威に因む命名施設である。
- 1902年（明治35年） - 広井波止場が完成する。設計者である広井勇に因む命名だが、資金提供者である近江谷栄次に因んで「近江谷波止場」とも呼ばれた[2]。工事期間は13年[2]。
- 1910年（明治43年） - 第二種重要港湾に指定。
- 1941年（昭和16年）4月1日 - 南秋田郡土崎港町が秋田市へ編入された事に伴い、土崎港を秋田港に改称[3]。
- 1948年（昭和23年）6月30日 - 北防波堤築造のため、旧海軍の海防艦「伊唐」の沈艦式。
- 1951年（昭和26年）1月19日 - 港湾法による重要港湾に指定[1]。
- 1953年（昭和28年） - 港湾管理者が秋田県になる。
- 1962年（昭和37年）7月1日 - 港則法による特定港に指定[1]。
- 1965年（昭和40年）1月19日 - 関税法による開港に指定[1]。
- 1970年（昭和45年）8月19日 - 秋田北港で開港式。
- 1975年（昭和50年） - 港の外港展開とともに港の拡張工事が行われ、これに伴い旧北防波堤に使用されていた旧海軍の「伊唐」、駆逐艦「竹」、「栃」の船体が取り除かれる。
- 1994年（平成6年）4月8日 - セリオン（タワー）がオープン。
- 1995年（平成7年） - 韓国定期コンテナ航路開設。
- 1999年（平成11年）7月 - 新日本海フェリー就航。
- 2010年（平成22年）8月 - 重点港湾の指定を受ける。
- 2011年（平成23年）春 - 東日本大震災の影響で、秋田港の国際コンテナ便数が過去最高の週7便となる[4]。
- 2017年（平成29年）8月3日 - 8月6日秋田駅 - 秋田港間にクルーズ船乗船客向けにアクセス列車が試験運行された[5]。
- 2018年（平成30年）4月18日 - 中島埠頭に建設されたクルーズ船専用の旅客ターミナルが使用開始[6][7]。同日より秋田港駅から秋田駅までを結ぶ乗船客専用列車「あきたクルーズ号」が運行を開始した[8]。
- 2020年（令和2年）9月2日 - 秋田港・能代港・鹿島港・北九州港の４港が、改正港湾法(令和2年2月施行)に基づき、「海洋再生可能エネルギー発電設備等拠点港湾」の初指定を受ける[9]。4港は、洋上風力発電設備の設置及び維持管理の基地港湾となる[9]。

## 国際航路

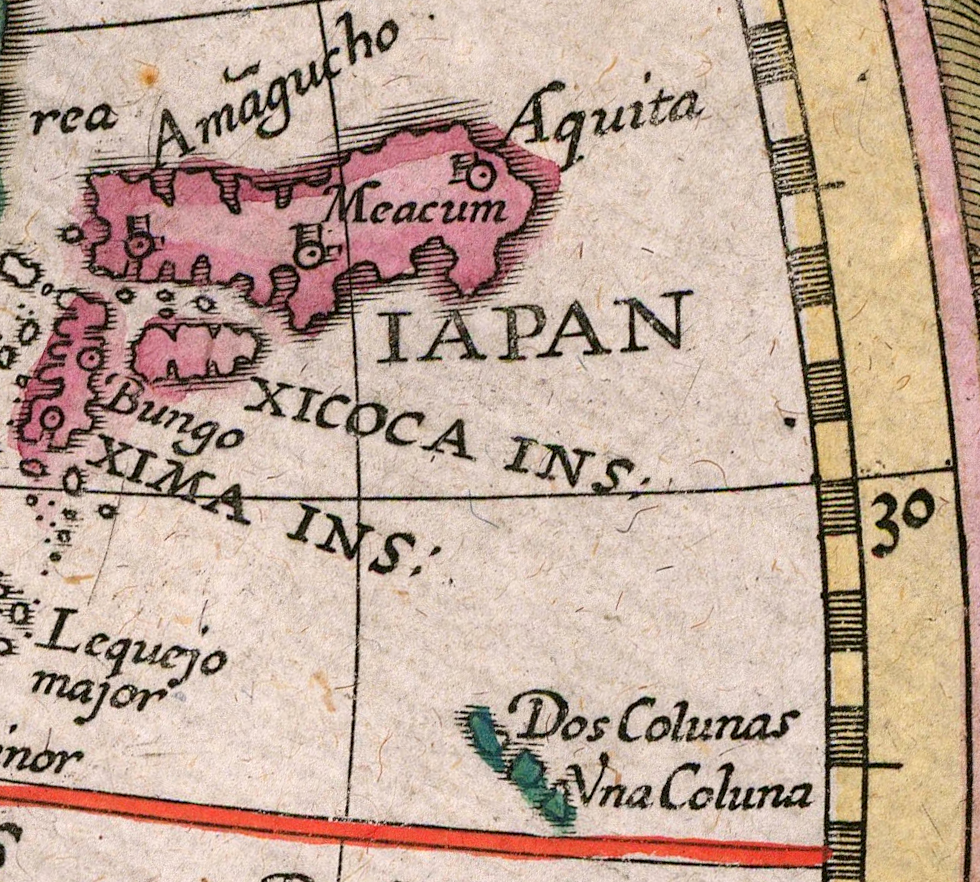
北東日本で唯一Aquita(秋田港)と記載されている1594年の世界地図

- 韓国定期航路（運航会社 - 興亜海運、高麗海運、南星海運、陽海海運）

## フェリー航路
- 新日本海フェリー

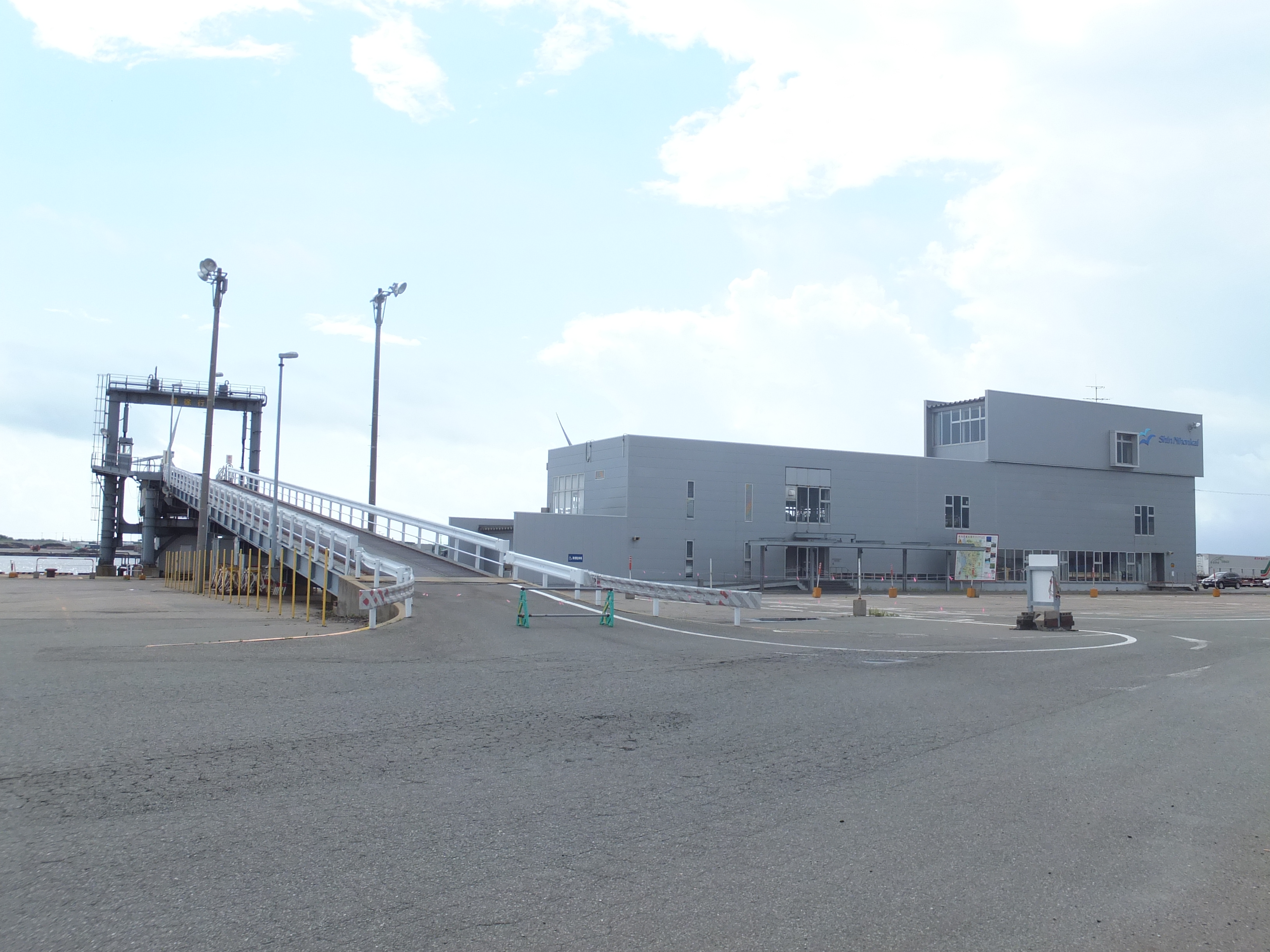
秋田港フェリーターミナル

  - 苫小牧東港 - 秋田港 - 新潟港 - 敦賀港

## アクセス
- 秋田中央交通がフェリー運航時刻に合わせて、秋田駅発着の連絡バスを運行。
- 東日本旅客鉄道（JR東日本）土崎駅より徒歩約30分。
- 鉄道貨物輸送は、奥羽本線の貨物支線が秋田港駅へ乗り入れ、さらにそこから秋田臨海鉄道線（北線・南線）により港内各エリアに直接アクセスすることが可能である。
- 道路交通においては、国道7号や秋田県道56号、秋田自動車道・秋田北ICなどが港の至近距離にある。